# La Tourette
La Tourette é uma comuna francesa na região administrativa de Auvérnia-Ródano-Alpes, no departamento de Loire. Estende-se por uma área de 5,65 km². Em 2010 a comuna tinha 612 habitantes (densidade: 108,3 hab./km²).